# ロザミア子爵
ロザミア子爵（英: Viscount Rothermere）は、イギリスの子爵位。連合王国貴族爵位。
新聞事業者で元航空長官の初代ロザミア男爵ハロルド・ハームズワースが1919年に叙されたのに始まる。

## 経歴
アソシエイテッド・ニュースペーパーズ（『デイリー・メール』はじめ複数の新聞を発行）創設者初代ノースクリフ子爵アルフレッド・ハームズワースの弟で兄の事業を継いだハロルド・ハームズワース（1868年 – 1940年）は、1910年7月14日に「カウンティ・オブ・ノーフォークにおけるホージーのハームズワース準男爵（Baronet, of Horsey in the County of Norfolk）」に叙され、ついで1914年1月17日に連合王国貴族爵位「カウンティ・オブ・ケントにおけるヘムステッドのロザミア男爵（Baron Rothermere, of Hempstead in the County of Kent）」に叙された。第一次世界大戦中の1917年から1918年にかけては航空長官を務め、1919年5月17日には「カウンティ・オブ・ケントのヘムズテッドのロザミア子爵（Viscount Rothermere, of Hampstead in the County of Kent）」に叙された。

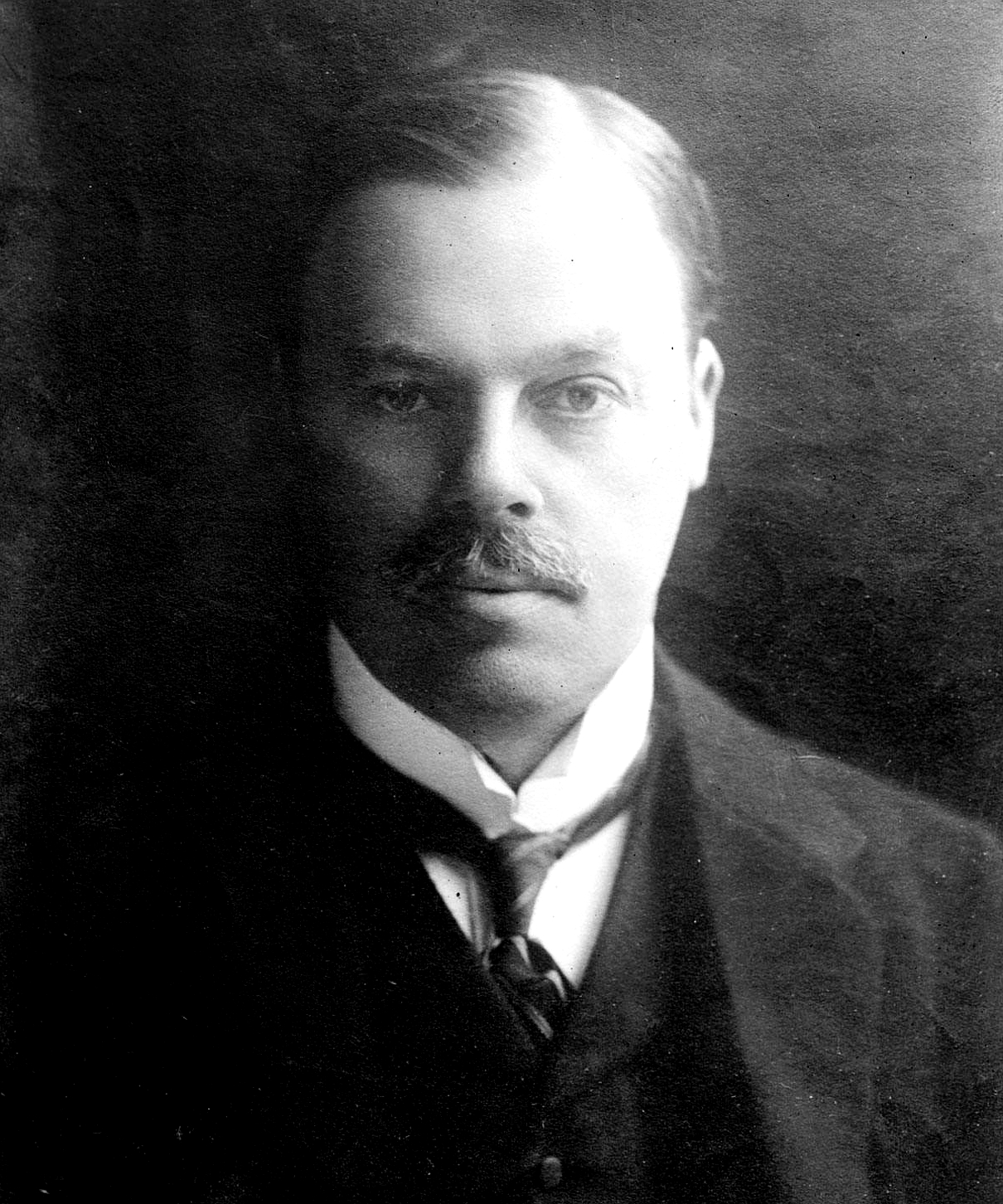
初代ロザミア子爵ハロルド・ハームズワース

初代子爵の死後、その長男エズモンド（1898年 – 1978年）が2代子爵を継承した。2代子爵の2人目の妻であったアンは離婚後に小説家のイアン・フレミングと結婚している。
2代子爵の死後、その長男ヴィアー（1925年 – 1998年）が3代子爵を継承した。
3代子爵の死後、その長男ハロルド・ジョナサン（1967年 - ）が4代子爵を継承し、現在に至っている。
歴代当主は代々家業の新聞事業を継承し続けている。

## 一覧

### ホージーの準男爵（1910年）
- 初代準男爵ハロルド・ハームズワース（1868年 – 1940年） ※1914年にロザミア男爵

### ロザミア男爵（1914年）
- 初代ロザミア男爵ハロルド・ハームズワース（1868年 – 1940年） ※1919年にロザミア子爵

### ロザミア子爵（1919年)
- 初代ロザミア子爵ハロルド・ハームズワース（1868年 – 1940年）
- 第2代ロザミア子爵エズモンド・セシル・ハームズワース（英語版）（1898年 – 1978年）
- 第3代ロザミア子爵ヴィアー・ハロルド・エズモンド・ハームズワース（1925年 – 1998年）
- 第4代ロザミア子爵ハロルド・ジョナサン・エズモンド・ヴィアー・ハームズワース（英語版）（1967年 – ）

法定推定相続人は第4代子爵の長男リチャード・ジョナサン・ハロルド・ヴィアー・ハームズワース（1994-)